# Uta Köbernick

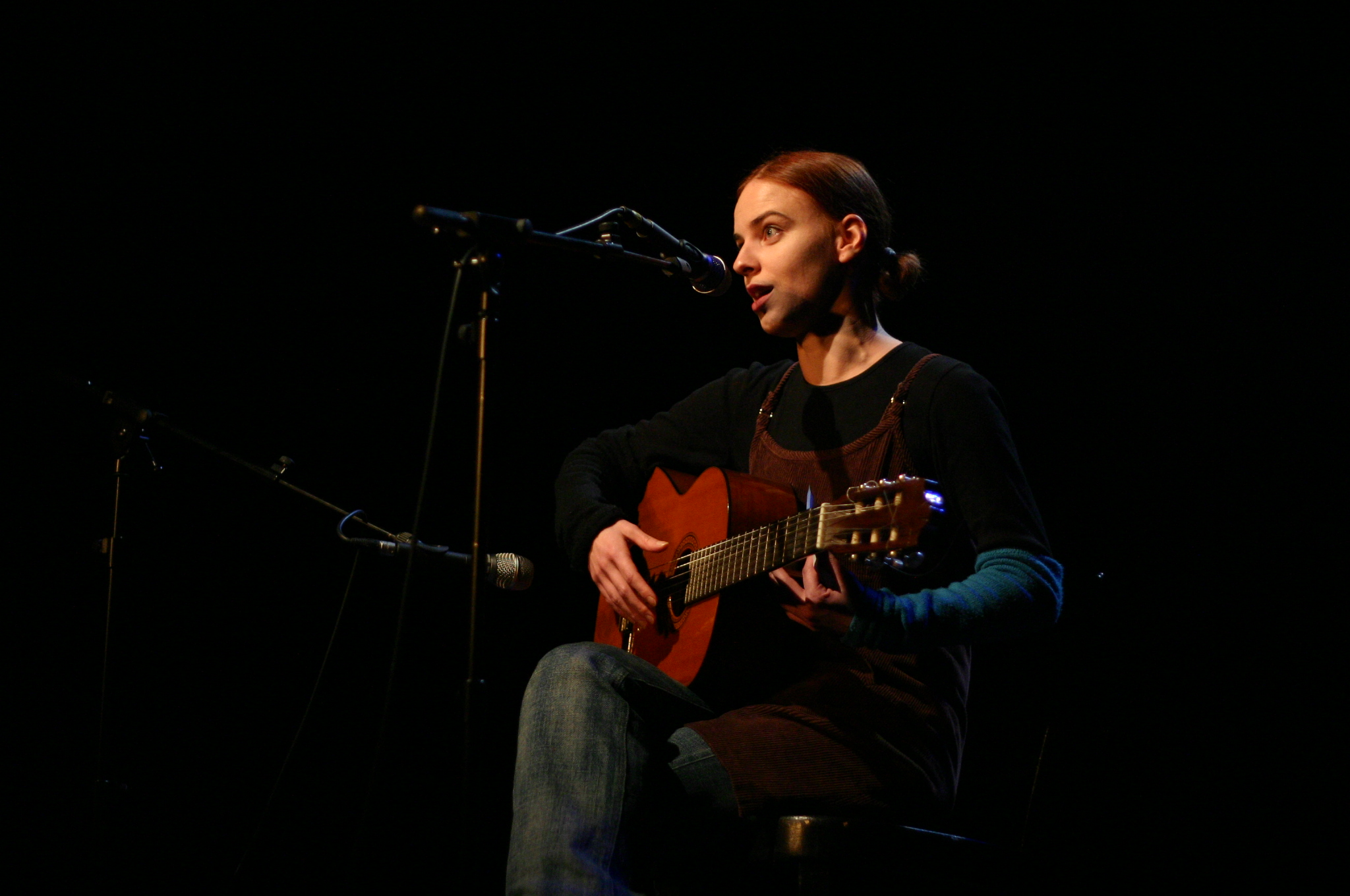
Uta Köbernick (2004)

Uta Köbernick (* 19. Januar 1976 in Ost-Berlin) ist eine deutsche Schauspielerin, Kabarettistin und Liedermacherin.

## Leben
Köbernick wuchs im Berliner Bezirk Köpenick auf. Mit sechs Jahren erhielt sie Violinenunterricht, und mit acht Jahren wurde sie Mitglied des Rundfunk-Kinderchores Berlin, dem sie bis zum vierzehnten Lebensjahr angehörte. Zahlreiche Auftritte, Rundfunk- und Tonträger-Produktionen, Konzerttourneen (Ukraine, Georgien, Japan, Taiwan) bestimmten diese Zeit. Im Alter von fünfzehn Jahren begann sie, eigene Lieder zu schreiben. Das 1995 in Weimar begonnene Gesangsstudium an der Hochschule für Musik Franz Liszt brach sie nach dem Vordiplom ab.
1995 und 1997 war Uta Köbernick Preisträgerin beim Treffen Junge Musik-Szene Berlin, einem Nachwuchswettbewerb der Berliner Festspiele, von 1999 bis 2002 gehörte sie der Jury dieses Wettbewerbs an. Eine Folge davon war die Begegnung mit dem Liedermacher Christof Stählin, die prägend sein sollte. Seit 1996 ist sie Mitglied der von ihm gegründeten Schule für Poesie und Musik SAGO.
Ab 2000 studierte sie Schauspiel an der Theaterhochschule Zürich und schloss 2004 mit Diplom ab. Uta Köbernick war 2005 am Berliner Ensemble fest engagiert, schlug aber eine Vertragsverlängerung aus und kehrte nach Zürich zurück. Dort arbeitete sie am Theater an der Winkelwiese und entwickelte ihr erstes Soloprogramm Sonnenscheinwelt, das sie seit 2006 in Deutschland, Österreich, Italien (Südtirol), Liechtenstein und der Schweiz aufführt. Seit 2012 ist sie mit ihrem zweiten Soloprogramm auch nicht schlimmer: Uta Köbernick singt Rabenlieder auf Tour. Anfang 2014 ging sie gemeinsam mit der Berliner Singer-Songwriterin Dota auf eine Duo-Tour. Seit 2015 spielt sie ihr Programm GRUND FÜR LIEBE, politisch, zärtlich, schön. Im Jahr 2016 bekam sie den Radiopreis für deutschsprachiges Kabarett, den Salzburger Stier, als Preisträgerin der Schweiz. Seit 2017 tritt sie mit Stefan Waghubinger mit Warum nicht? gemeinsam auf. Im Januar 2019 startete ihr neues Soloprogramm ICH BIN NOCH NICHT FERTIG.

## Auszeichnungen
- 2008: Bielefelder Kabarettpreis 2. Platz
- 2008: Stuttgarter Besen (in Silber) für Sonnenscheinwelt
- 2009: Deutscher Kleinkunstpreis (Förderpreis)
- 2011: Förderpreis der Liederbestenliste
- 2011: Preis der Deutschen Schallplattenkritik (für das Studioalbum „auch nicht schlimmer“)
- 2013: Nominierung zum Preis der Deutschen Schallplattenkritik (für das Studioalbum „man muss ja nicht gleich“)
- 2016: Salzburger Stier (Schweiz)
- 2020: Schweizer Kabarett-Preis Cornichon[5]
- 2021: St. Ingberter Pfanne (Jurypreis)[6]
- 2022: Berliner Kabarettpreis Eddi[7]

## Tonträger
- 2007: Sonnenscheinwelt, Text & Musik: Uta Köbernick, hr2-Kultur, Live-Mitschnitt, Stalburg Theater Tonträgerei
- 2011: auch nicht schlimmer, Kleingeldprinzessin Records / Broken Silence
- 2013: man muss ja nicht gleich, Kleingeldprinzessin Records / Broken Silence

## Mitwirkung bei Tonträgern
- 1985: Sandmännchens Reise mit der Liederbahn, Kinderlieder von Wolfgang Richter, Chor, Sologesang bei: „Der Puppendoktor“, Schallplatte
- 1987: Mein Waffenbruder, Musik: Guido Masanetz, Sologesang bei: „Tanjas Tagebuch“, Schallplatte
- 1989: Wir sind grenzenlos, Novemberkinder, Text: Michael Kunze, Musik: Giorgio Moroder, Chor bei: „Wir sind grenzenlos“
- 1993: Köpenicker Liedermacher, Schallplatte
- 1999: Lautlose Vögel, Musik: Guntram Hütten, Text: Detlef Heintze, Sologesang bei: „Traumwalzer“
- 2005: Leonce und Lena, Georg Büchner, Musik: Herbert Grönemeyer, Chor, Sologesang bei: „Volk“
- 2007: CHleinkunst-sampler, Sologesang u. Gitarre bei: „Vergessen worums geht“ Text & Musik: Uta Köbernick
- 2007: Zuckerschnecksche, Prinzje & Co, Kinderlieder neu(hand-)gemacht. Sologesang und Violine bei: „Sandmann, lieber Sandmann“
- 2008: bladtsda!, amtsbladt, Musik: Andri Krämer, Text: Phil Scheck, backing vocals bei: „Urlaub in der Schweiz“
- 2008: Schall und Schatten, Dota. Text von „Schatten“: Uta Köbernick
- 2011: L, Börn, Vocals bei „Stets in Truure“
- 2013: Die Versammlung der Inseln (SAGO singt Stählin), „Das Tiefe“ (zusammen mit Sebastian Krämer, Annett Kuhr und Timo Brunke)

## Hörspiel
- Liza von Andreas Sauter, Rolle: Liza, Regie: Margret Nonhoff, DRS2

## Theaterproduktionen (Auszüge)
- 2003: Ein Sportstück, Elfriede Jelinek, Regie: Stephan Müller, Zürcher Festspiele
- 2004: Tätowierung, Dea Loher, Regie: Stephan Roppel, Theater an der Winkelwiese (Zürich)
- 2004: zweilagig, Eigenproduktion, Theater Kaserne Basel
- 2005: Die Farbe Rot (Ein Abend über Brechts Frauen), Regie: Franz Wittenbrink, Berliner Ensemble
- 2005: Schutt, Dennis Kelly, CH-Erstaufführung, Regie: Stephan Roppel, Theater an der Winkelwiese (Zürich)
- 2006: nachtblind, Daria Stocker, Uraufführung, Regie: Brigitta Soraperra, Theater an der Winkelwiese (Zürich)
- 2007: Endidyll, Jens Nielsen, Uraufführung, Regie: Antje Thoms, Theater an der Winkelwiese (Zürich)
- 2011: Die Baronin und die Sau, Michael Mackenzie, Regie: Katja Lehmann, Stalburg Theater (Frankfurt)